# マクラーレン・MCL35
マクラーレン・MCL35 (McLaren MCL35) は、マクラーレンが2020年のF1世界選手権参戦用に開発したフォーミュラ1カーである。

当項ではその改良版である、2021年のF1世界選手権参戦用に開発したマクラーレン・MCL35M（Mclaren MCL35M）についても述べる。

## MCL35

### 概要
MCL35は2020年2月13日にマクラーレン・テクノロジーセンターで正式発表された。
前年に加入したテクニカルディレクターのジェームス・キーが主導して開発された最初のマシンであり、翌年からパワーユニット(PU)をメルセデスに変更するため、ルノーPUを搭載する最後のマシンとなる。
前年のMCL34をベースに制作されたが、ノーズがより細くされて先端部の開口部がなくなり、フロントサスペンションも変更された。インダクションボックスは電球型に変更され、一部の冷却部品がサイドポッドからエンジンカバーの下に移動したことに伴って6区画に分けられた。カラーリングのパパイヤオレンジとブルーは配置が変更され、軽量化のためマット塗装を施した。
7月29日にマクラーレンはガルフ・オイルと新たなパートナーシップ契約を結んだことを発表。それ以降に行われたGPではマシンおよびウェアにてガルフのロゴを掲載して出走した。

### シーズン
ドライバーはカルロス・サインツとランド・ノリスのコンビを継続。

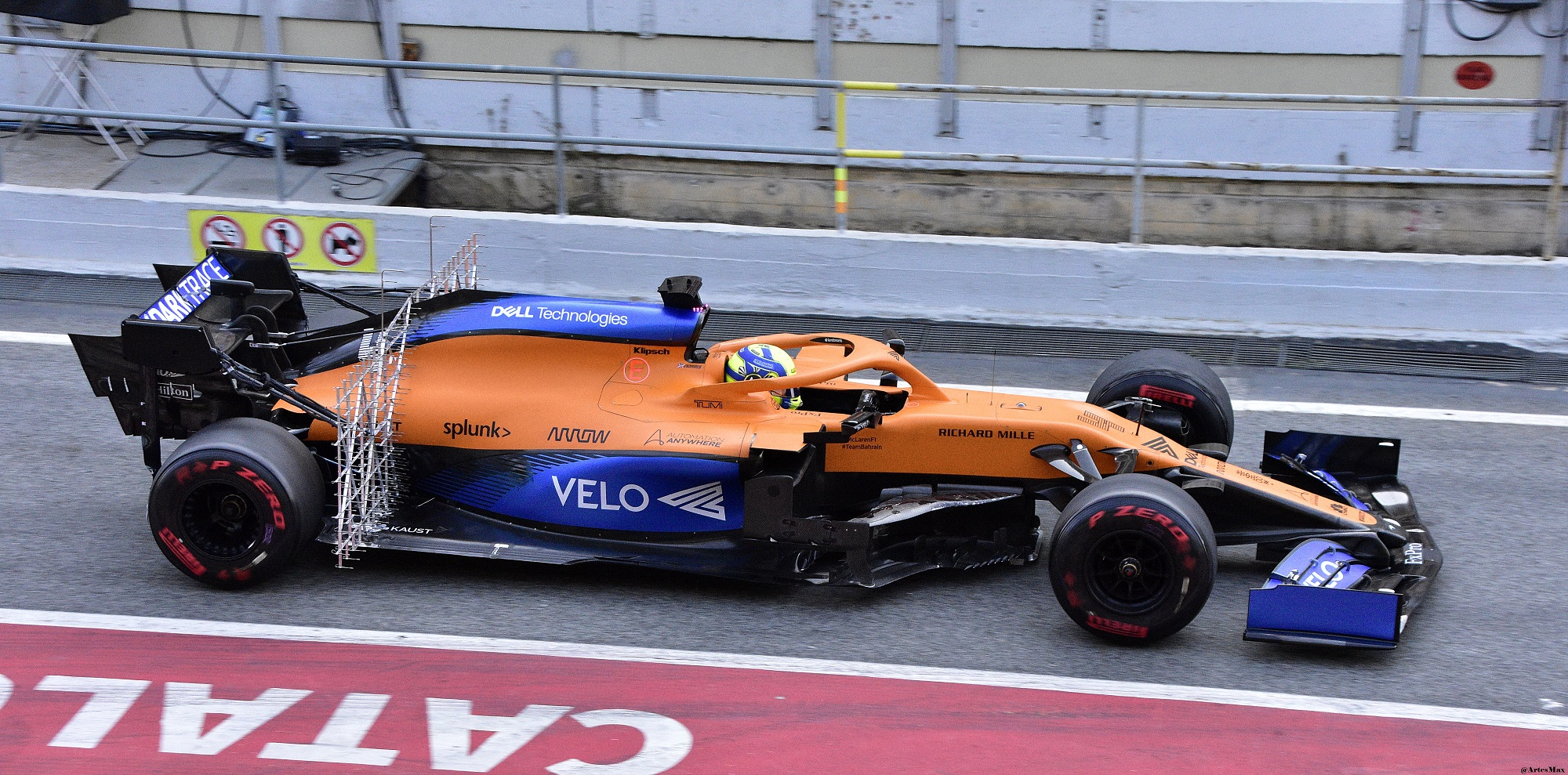
MCL35プレシーズン・テスト仕様

前年の進化型という位置づけであるが、細かな改良を加えており、プレシーズンテストではマシンに対し好意的なコメントを残してテストを終えた。
開幕戦となる予定だったオーストラリアGPではチームスタッフが2019新型コロナウイルス(COVID-19)に感染したことによりレースを棄権。これを受け、同GPは中止となった。その後もコロナウイルスの世界的流行の影響が深刻化し、F1は休止状態となった。
そして、4ヶ月遅れの開幕戦となったオーストリアGPでは決勝はサバイバルレースとなり、2台とも常時入賞圏内をキープ。そんな中、終盤4位を走行していたノリスだったが、2位のルイス・ハミルトンがレース中の接触の責を問われ、5秒のタイムペナルティ加算が確定。それを受けてノリスはペースアップし、最終ラップでファステストラップを記録した結果、その5秒圏内に入ることに成功し、繰り上げという形ではあるが3位表彰台を獲得。チームとしては、ノリスのキャリア初の表彰台獲得を含めたダブル入賞でスタートを切ることとなった。また、第8戦イタリアGPではサインツが3番手を獲得。決勝ではメルセデス勢が結果的に失速。そして、赤旗中断からの再スタート後は2位を走行し、自身のキャリア初優勝およびチームとしても2012年ブラジルGP以来の優勝も射程にとらえたが、首位のピエール・ガスリーとのマッチレースに敗れ2位に終わった。それでも、シーズンに複数回表彰台を獲得したのは2012年以来の成績となる。
シーズンの成績は、チーム側のパフォーマンスを安定させることに苦労しているというコメントにもあるようにコース別での好不調、ピット作業ミスによるタイムロス、PUトラブルや接触事故などの不運で失ったポイントもあるが、チームとしてポイントを逃したのは第10戦ロシアGPのみで、それ以外のGPではすべてポイントを獲得。2012年以来となるコンストラクターズ3位を獲得した。

## MCL35M

### 概要
2018年より始まったルノーとのパワーユニット供給契約は3年で終了することとなり、この年から2024年までのPU供給契約をメルセデスと結ぶことが前年のロシアGPで発表された。
本来であれば、グラウンドエフェクトを取り入れた車体規則改定もこの年に行われることになっていた。しかし、新型コロナウイルス感染症の世界的流行を受けて翌2022年に持ち越されることになったため、車体規則は前年より変更されず、前年のマシンを元にトークン制により開発部分の数に制限が設けられることとなった。

しかし、メルセデスとのPU契約が翌年に持ち越されることは無く、結果、PU変更に伴うリアセクションの変更にトークンのほとんどを使用することが確実となった。
そこでチームは、オフシーズン中の開発をトークン数内に収めるため、前年中盤以降毎戦のように立て続けにアップデートを行うことで、2021年用マシンに施す予定だった開発を実質的に前年中に完了してしまう作戦を採った。メルセデスのマシンに近似した円形ノーズをはじめ、マシンの大部分にアップデートを施した。
そして、2021年シーズン用マシンはマクラーレン・MCL35Mと命名され参戦。MはMercedes（メルセデス）製パワーユニット、Modify（変更）などの意味がある。

カラーリングは前年からの物を継続していたが、第5戦モナコGPではガルフ・オイルのイメージカラーであるオレンジと水色のスペシャル・カラーリングで出走。最終戦アブダビGPではブリティッシュ・アメリカン・タバコ（BAT）の電子たばこ『Vuse』とのコラボレーションによるスペシャルカラーリングに変更して出走した。

### シーズン
ドライバーはノリスは変わらず、サインツがフェラーリに移籍しルノーからダニエル・リカルドが加入した。
メルセデスPUの力を手にしてマシンの戦闘力は大きく向上し、ノリスが4回表彰台を獲得した。第14戦イタリアGPではドライバーズタイトルを激しく争っていたハミルトンとマックス・フェルスタッペンがマシンをぶつけ合ってコーナーで停止しダブルリタイア。先頭のいなくなったレースをリカルドが制して優勝、ノリスも2位に入り2021年シーズンの参戦チーム唯一となる1-2フィニッシュを達成した。マクラーレンにとって優勝は2012年最終戦ブラジルでのジェンソン・バトン以来9年ぶりであり、1-2フィニッシュは2010年第11戦カナダGP（ハミルトンとバトン）以来11年ぶりの達成であった。

## スペック

### シャシー
- 型式: MCL35
- モノコック: ドライバーコントロールと燃料電池を組み込んだカーボンファイバーコンポジット
- 安全構造: コクピット・サバイバルセル（耐衝撃構造）、貫通防止パネル、フロント・インパクト構造、規定されたサイド・インパクト構造、一体型リア・インパクト構造、フロント&リアロール構造、Halo二次ロール構造
- ボディーワーク: エンジンカバー、サイドポッド、フロア、ノーズ、フロントウイング、リアウイングを含むカーボンファイバーコンポジット、ドライバー操作によるドラッグ抵抗低減システム（DRS）
- サスペンション
  - フロント: カーボンファイバー製ウィッシュボーン&プッシュロッドサスペンション、トーションバー&ダンパーシステム
  - リア: カーボンファイバー製ウィッシュボーン&プルロッドサスペンション、トーションバー&ダンパーシステム
- 重量: 746 kg（燃料を除く、ドライバーを含む）、重量配分は45.4 %:46.4 %
- 電子機器: マクラーレン・アプライド シャシー制御とパワーユニット制御、データ収集機器、データ解析およびテレメトリー・システムを含む
- 計器類: マクラーレン・アプライド ダッシュボード
- ブレーキシステム: 曙ブレーキ工業（AKEBONO） ブレーキキャリパー、マスターシリンダー、“ブレーキ・バイ・ワイヤ”ブレーキコントロールシステム、カーボンファイバー製ディスクブレーキ・パッド
- ステアリング: ラック・アンド・ピニオン型パワーアシスト
- タイヤ: ピレリ P-Zero
- ホイール: エンケイ
- 無線機器：クリプシュ
- 塗装: アクゾノーベル/シッケンズ
- 冷却システム: マレリ チャージエア、エンジンオイル、ERS冷却システム
- アドバンスド・マニュファクチャリング: ストラタシス 3Dプリント、Mazak アドバンスド・テクノロジー・ソリューションズ

### パワーユニット（2020年）
- 型式: ルノー E-Tech 20
- 最小重量: 145 kg
- パワーユニットコンポーネント：内燃エンジン(ICU)、MGU-K、MGU-H、エネルギー貯蔵装置(ES)、ターボチャージャー(TC)、コントロールエレクトロニクス(CE)

### パワーユニット（2021年）
- 型式: メルセデス M12 E Performance
- 最小重量: 145 kg
- パワーユニットコンポーネント：内燃エンジン(ICU)、MGU-K、MGU-H、エネルギー貯蔵装置(ES)、ターボチャージャー(TC)、コントロールエレクトロニクス(CE)

#### エンジン
- 排気量: 1,600 cc
- 気筒数: V型6気筒
- バンク角: 90度
- バルブ数: 24
- 最高回転数: 15,000 rpm（レギュレーションで規定）
- 最大燃料流量: 100 kg/h（10,500 rpmの場合）
- 最大燃料容量: 110 kg
- 燃料噴射方式：直接噴射（1シリンダーあたり1噴射器、最大500 bar）
- ターボチャージャー: 単段コンプレッサー、排気タービン、共通シャフト

#### エネルギー回生システム(ERS)
- 機構: モーター・ジェネレーター・ユニットによるハイブリッド・エネルギー回生。MGU-Kはクランクシャフト、MGU-Hはターボチャージャーに接続
- エネルギー貯蔵装置(ES): リチウムイオンバッテリー（20-25kg）、1周あたり最大4 MJを貯蔵
- MGU-K
  - 最高回転数: 50,000 rpm
  - 最大出力: 12 0kW
  - 最大回生量: 1周あたり2 MJ
  - 最大放出量: 1周あたり4 MJ
- MGU-H
  - 最高回転数: 125,000 rpm
  - 最大出力: 無制限
  - 最大回生量: 無制限
  - 最大放出量: 無制限

### トランスミッション
- ギアボックス: カーボンファイバーコンポジット製ケース、縦置き
- ギア数: 前進8速、後退1速
- ギア操作: 電動油圧式シームレスシフト
- ディファレンシャル: 遊星歯車構造マルチプレート・リミテッド・スリップ・クラッチ式ディファレンシャル
- クラッチ: 電動油圧式カーボンファイバー製マルチプレートクラッチ

## 記録

### MCL35
（key）
| 年   | No. | ドライバー | AUT | STY | HUN | GBR | 70A | ESP | BEL | ITA | TUS | RUS | EIF | POR | EMI | TUR | BHR | SKH | ABU | ドライバーズポイント | ポイント | ランキング |
| ---- | --- | ---------- | --- | --- | --- | --- | --- | --- | --- | --- | --- | --- | --- | --- | --- | --- | --- | --- | --- | -------------------- | -------- | ---------- |
| 2020 | 55  | サインツ   | 5   | 9   | 9   | 13  | 13  | 6   | DNS | 2   | Ret | Ret | 5   | 6   | 7   | 5   | 5   | 4   | 6   | 105                  | 202      | 3位        |
| 2020 | 4   | ノリス     | 3   | 5   | 13  | 5   | 9   | 10  | 7   | 4   | 6   | 15  | Ret | 13  | 8   | 8   | 4   | 10  | 5   | 97                   | 202      | 3位        |

### MCL35M
| 年   | No. | ドライバー | BHR | EMI | POR | ESP | MON | AZE | FRA | STY | AUT | GBR | HUN | BEL | NED | ITA | RUS | TUR | USA | MXC | SÃO | QAT | SAU | ABU | ドライバーズポイント | ポイント | ランキング |
| ---- | --- | ---------- | --- | --- | --- | --- | --- | --- | --- | --- | --- | --- | --- | --- | --- | --- | --- | --- | --- | --- | --- | --- | --- | --- | -------------------- | -------- | ---------- |
| 2021 | 3   | リカルド   | 7   | 6   | 9   | 6   | 12  | 9   | 6   | 13  | 7   | 5   | 11  | 4   | 11  | 1   | 4   | 13  | 5   | 12  | Ret | 12  | 5   | 12  | 115                  | 275      | 4位        |
| 2021 | 4   | ノリス     | 4   | 3   | 5   | 8   | 3   | 5   | 5   | 5   | 3   | 4   | Ret | 14  | 10  | 2   | 7   | 7   | 8   | 10  | 10  | 9   | 10  | 7   | 160                  | 275      | 4位        |

- 太字はポールポジション、斜字はファステストラップ
- † 印はリタイアだが、90%以上の距離を走行したため規定により完走扱い。